# Målilla landskommun
Målilla landskommun var en tidigare kommun i Kalmar län.

## Administrativ historik
Den 1 januari 1863 började kommunalförordningarna gälla och då inrättades cirka 2 500 kommuner (städer, köpingar och landskommuner), tillsammans täckande hela landets yta. Indelningen i landskommuner byggde på de gamla socknarna. 
I Målilla socken i Aspelands härad i Småland inrättades då denna kommun. Socknen hade sedan 1830 gemensam församling med Gårdveda socken, Målilla med Gårdveda församling, som inte påverkades av denna ändring.
Vid kommunreformen 1952 uppgick Gårdveda landskommun i denna landskommun.
Den 1 januari 1958 överfördes från Målilla till Hultsfreds köping och Hultsfreds församling ett område med 72 invånare och omfattande en areal av 23,11 km², varav 22,22 km². Dessutom överfördes ett obebott område, omfattande en areal av 0,02 km² (varav allt land), till Lönneberga landskommun och Lönneberga församling samt ett obebott område, omfattande en areal av 0,02 km² (varav allt land), till Vena landskommun och Vena församling. Dessutom överfördes till Målilla landskommun från Vena landskommun ett obebott område omfattande en areal av 0,01 km², varav allt land.
Målilla landskommun i sin tur upplöstes den 1 januari 1969 när den gick upp i Hultsfreds köping som sedan 1971 ombildades till Hultsfreds kommun.
Kommunkoden 1952-1968 var 0817.

### Kyrklig tillhörighet
I kyrkligt hänseende tillhörde landskommunen Målilla med Gårdveda församling, som före 1 januari 1952 var delad mellan kommunerna Målilla och Gårdveda.

## Kommunvapnet
Blasonering: I rött fält en mosippas hylle av guld på en grön stängel, avhuggen omedelbart under det gröna svepet.
Detta vapen fastställdes av Kungl Maj:t den 24 april 1953.

## Geografi
Målilla landskommun omfattade den 1 januari 1952 en areal av 288,77 km², varav 271,54 km² land.

### Tätorter i kommunen 1960
| Tätort            | Folkmängd |
| ----------------- | --------- |
| Målilla station   | 1 158     |
| Målilla kyrkby    | 655       |
| Rosenfors, del av | 127       |

Tätortsgraden i kommunen var den 1 november 1960 68,8 procent.

## Politik

### Mandatfördelning i valen 1938-1966
| 14 | 3 | 3 | 5 |

| 23 |

| 14 | 4 | 3 | 4 |

| 25 |

| 13 | 2 | 5 | 2 | 3 |

| 24 |

| 19 | 5 | 4 | 7 |

| 34 |

| 19 | 4 | 4 | 8 |

| 35 |

| 18 | 7 | 3 | 7 |

| 35 |

| 19 | 7 | 3 | 6 |

| 34 |

| 16 |  | 8 | 3 | 2 | 5 |

| 32 |